# Municipio de Appleton (Kansas)
El municipio de Appleton (en inglés, Appleton Township) es un municipio del condado de Clark, Kansas, Estados Unidos. Tiene una población estimada, a mediados de 2021, de 897 habitantes.

## Geografía
Está ubicado en las coordenadas 37°23′29″N 99°54′50″O / 37.39139, -99.91389. Según la Oficina del Censo de los Estados Unidos, tiene una superficie total de 631.78 km², de la cual 629.90 km² corresponden a tierra firme y 1.88 km² son agua.

## Demografía
Según el censo de 2020, en ese momento había 912 personas residiendo en la zona. La densidad de población era de 1.45 hab./km². El 86.73 % de los habitantes eran blancos, el 0.66 % eran afroamericanos, el 1.21 % eran amerindios, el 1.43 % eran asiáticos, el 3.62 % eran de otras razas y el 6.36 % eran de una mezcla de razas. Del total de la población, el 12.06 % eran hispanos o latinos de cualquier raza.